# Acropisthiidae
Famille
Les Acropisthiidae sont une famille de Ciliés de la classe des Gymnostomatea (ou des Litostomatea, selon les classifications), et de l'ordre des Haptorida.

## Étymologie
Le nom de la famille vient du genre type Acropisthium, composé de acro- (du grec άκρος / ákros, « extrémité ; sommet »), ὄπισθεν / opisthen, « derrière », et de la désinence latine -ium, « relatif à », littéralement « qui possède une extrémité arrière (remarquable) », probablement en référence à la forme caractéristique « en racine de navet » que présente parfois cet organisme. 
De fait Lee, en 2000, décrit le genre comme ayant un « corps émoussé à l'extrémité antérieure et effilé en pointe à l'extrémité postérieure ».

## Description
Kahl décrit ainsi le genre type Acropisthium : « Didiniidae qui peut être, selon le régime alimentaire et le milieu de vie, de forme cylindrique élancé ou en forme de navet bouffi, fortement effilé à l'arrière. Le corps est régulièrement cilié, la partie médiane, légèrement conique et en saillie, est nue avec une large couronne de pectinelles (petites épines) sur son bord, qui se dresse en rangées, spiralées sur la partie médiane et se compose d'environ huit longs cils. Ces rangées continues, comme des méridiens, sont réparties sur le corps. L'arrière-bouche contient des trichocystes courts et délicats »

L'espèce type Acropisthium mutabile Perty, 1852 est ainsi décrite : 

« Taille variant entre environ 50—100 μ. Forme variable cylindrique légèrement aplati ou en forme de navet grossier. Présence d’un anneau de pectinelles légèrement oblique par rapport à l'axe longitudinal ; vers l’arrière et sur le côté, présence de trois champs, l’un couvert de cils courts, les deux autres de bosses.
Macronoyau toujours ovale à réniforme. Ce macronoyau est parfois dessinée comme une forme ronde, mais cette erreur est due à une illusion optique.
Vacuole contractile subterminale, anus sur le dernier quart latéral.
Mouvement finement tournoyant. Se nourrit principalement de petites algues. »

## Distribution
L'espèce type Acropisthium mutabile est très fréquente dans des milieux très différents : de sapropel à « catharobique »,.

## Liste des genres
Selon GBIF (15 décembre 2022) :
- Acropisthium Perty, 1852 genre type[4]
- Chaenea Quennerstedt, 1867
- Clavoplites Foissner et al., 2002
- Coriplites Foissner, 1988
- Cranotheridium Schewiakoff, 1892
- Diplites Foissner, 1998
- Perispira Stein, 1859
- Sikorops Foissner, 1999

## Systématique
Le nom valide de ce taxon est Acropisthiidae Foissner & Foissner, 1988.
Le genre type a trois synonymes : Siagonophorus Eberhard, 1858, Strombidium Claparède & Lachmann, 1859 et Dinophrya Bütschli, 1889 (à ne pas confondre avec Dinophyta, groupe d'algues microscopiques appelées aussi « Dinoflagellés, Dinophytes ou Péridiniens »).
L'espèce type Acropisthium mutabile Perty, 1852 a plusieurs synonymes :
- Siagonophorus euglenoides Eberhard, 1858;
- Siagonophorus loricatus Eberhard, 1862;
- Strombidium acuminatum Stokes, 1891;
- Dinophrya lieberkühni Bütschli, 1889;
- Dinophrya cylindrica Rimsky-Korsakow, 1897.